# Síla lásky (film, 2009)
Síla lásky (v orig. Creation) je britský film režiséra Jona Amiela pojednávající o životě zakladatele moderní evoluční biologie Charlese Darwina.
Děj snímku se zaměřuje na jeho vztah s dcerou Annie a na manželskou krizi, kterou způsobí její úmrtí a Darwinova následná ztráta víry v Boha. Herecké výkony Paula Bettanyho coby Darwina a Jennifer Connellyové coby Emmy Darwinové patří k výrazným a v recenzích často diskutovaným aspektům filmu.
Jeho premiérou v roce 2009 zahajoval Mezinárodní filmový festival Toronto.